# Werrason

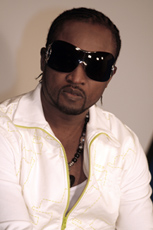
Werrason (2007)

Werrason (* 25. Dezember 1965 in Moliombo, Demokratische Republik Kongo, Provinz Kwilu; eigentlicher Name Noël Ngiama Makanda) ist ein Musiker und Bandleader der Wenge Maison Mere (WMM). Er ist Vertreter der schnellen Soukous-Variante N'dombolo. In seiner Gruppe haben viele Musiker gespielt, unter anderem Ferre Gola, Heritier Watanabe, Bill Cliton Kalonji. Werrason ist einer der bekanntesten Musiker Afrikas. Er engagiert sich für Straßenkinder oder „Shegue“.

## Auszeichnungen
- 2004: KORA All Africa Music Awards: Bester Künstler Zentralafrikas
- 2005: KORA All Africa Music Awards: Bester Künstler Zentralafrikas

## Diskographie
- 1997: Espirit ya bien
- 1999: Force d'intervention rapide
- 1999: Solola Bien Disque D'Or
- 2000: Terrain Eza Miné
- 2001: Kibuisa Mpimpa
- 2002: À la queue leu leu
- 2005: Alerte Générale
- 2006: Témoignage
- 2007: Sous-Sol
- 2008: Temps Présent, Mayi ya Sika
- 2009: Simply the Best-Of
- 2009: Techno Malewa Sans Cesse
- 2011: Jugement
- 2011: Techno Malewa Sans Cesse suite & fin
- 2013: Satellite +2
- 2013: Éducation
- 2016: Flèche Ingeta
- 2017: 7 jours de la semaine

| Personendaten    | Personendaten                          |
| ---------------- | -------------------------------------- |
| NAME             | Werrason                               |
| ALTERNATIVNAMEN  | Makanda, Noël Ngiama (wirklicher Name) |
| KURZBESCHREIBUNG | kongolesischer Musiker                 |
| GEBURTSDATUM     | 25. Dezember 1965                      |
| GEBURTSORT       | Moliombo                               |